# 10515 Old Joe
10515 Old Joe eller 1989 UB3 är en asteroid i huvudbältet som upptäcktes den 31 oktober 1989 av den brittiske astronomen Brian G. W. Manning vid Stakenbridge-observatoriet. Den är uppkallad efter Joseph Chamberlain Memorial Clock Tower.
Asteroiden har en diameter på ungefär 3 kilometer och den tillhör asteroidgruppen Astraea.